# リッコの法則
リッコの法則（英: Ricco's law、リコーの法則、リッコーの法則とも）とは、視覚系において光の刺激がどのように知覚されるかに関する、精神物理学における法則の一つである。刺激光の強さと、刺激光を受容する網膜上の面積の積が、一定であると定義される。この法則が有効となる面積は、中心窩では小さく、網膜の周辺領域では大きくなる。

## 基本事項
視覚に関して、光の刺激が知覚される最低光量子数、すなわち光覚閾値においては、ある大きさの刺激光についてその大きさだけ光を足し合わせる空間加重（空間的寄せ集め／空間的足し合わせ）現象が発生する。この空間荷重現象において、刺激光の大きさと刺激光の強さの間に成立する関係のうち、イタリアの天文学者アンニーバレ・リッコが初めて定式化した部分を、その名前に因んでリッコの法則と呼ぶ。
リッコが示した関係は、刺激光の大きさがある程度より小さい場合、光覚閾値に達するための刺激光の大きさと刺激光の強さの積が一定である、というもので、リッコの法則が成り立つ範囲では、例えば知覚できる光の刺激は光の強さが2倍になれば、光源の大きさは半分で済む、という関係である。これを定式化すると、刺激光の輝度を L、刺激光の面積を A、k を定数とした場合に、
{\displaystyle L\cdot A=k}
という式が成り立つ。

## 臨界面積
リッコの法則が成り立つのは、刺激光の大きさがある程度より小さい場合に限られ、リッコの法則が成立する刺激光の面積の上限値を臨界面積、あるいは Ricco's area（リッコ面積）という。
臨界面積は、網膜上の位置によって異なり、中心窩に近い方が臨界面積が小さく、中心窩からの視角すなわち偏心度が大きくなる程臨界面積も大きくなる傾向にある。中心窩における臨界面積は、概ね角直径が6分程度であるのに対し、その周りの比較的中心窩に近い領域ではおよそ30分角、偏心度が20度くらいになると臨界面積は角直径でおよそ1度、偏心度が35度になると角直径がおよそ2度、と広がってゆく。このことは、偏心度が増大すると、網膜神経節細胞の樹状突起の広がりも増すため、網膜の周辺部においては視覚系受容野が広がりを持つことと対応していると考えられる。
また、臨界面積は光源の背景の明るさによっても変化する。背景の明るさはまた、定数kの変化にも寄与している。

## 空間加重

空間加重曲線の概念図。曲線の左部、傾き-1の線型部分が、リッコの法則を示す。

臨界面積を超えると、リッコの法則は成り立たなくなる。リッコの法則は、刺激光の面積内の光が全て足し合わされる、つまり光覚の空間加重が完全である状態を表し、臨界面積を超えた場合は、光覚に寄与せず失われる光が出てくる、光覚の空間加重が不完全な状態となる。この場合の刺激光の輝度と面積の関係を定式化したものとしては、パイパーの法則、ピエロンの法則がある。それらも含めて、より包括的に光覚の空間加重を定式化したものが、
{\displaystyle L\cdot A^{n}=k}
で、nは0以上1以下の定数をとり、n=1の場合がリッコの法則に相当する。
一般化された空間加重の下では、臨界面積についても異なる定義が提案され、リッコの法則が成り立つn=1の部分と、もう一方の直線部分（例えばn=0の空間加重が起こらない場合）、2つの漸近線の交点での面積をもって臨界面積とすることになっている。

## 影響
リッコの法則及び臨界面積は、眼視による天文学において影響がある。臨界面積よりも小さい天体は、点光源とそうでない光源の区別が付かないので、暗い恒星を星雲状の天体と見間違えることがしばしば起こった。このことは例えば、ニュージェネラルカタログにおいて多くの収録天体が実は星雲・星団ではなく恒星だった、という事実にも現れている。

## 関連文献
- 臼井正「続・天の川が見える怪」『天文教育』第19巻、第2号、35-45頁、2007年3月。